# Москаццано
Москаццано (італ. Moscazzano) — муніципалітет в Італії, у регіоні Ломбардія,  провінція Кремона.
Москаццано розташоване на відстані близько 440 км на північний захід від Рима, 45 км на південний схід від Мілана, 33 км на північний захід від Кремони.
Населення — 813 осіб (2014).
Щорічний фестиваль відбувається другої неділі липня. Покровитель — святий Петро.

## Демографія
Населення за роками:

Станом на 1 січня 2023 року в муніципалітеті офіційно проживало 39 іноземців з 10 країн, серед них 9 громадян країн Євросоюзу.

## Сусідні муніципалітети
- Бертоніко
- Кредера-Рубб'яно
- Монтодіне
- Рипальта-Кремаска
- Рипальта-Гуерина
- Турано-Лодіджано